# Waldhausener Straße 98 (Mönchengladbach)

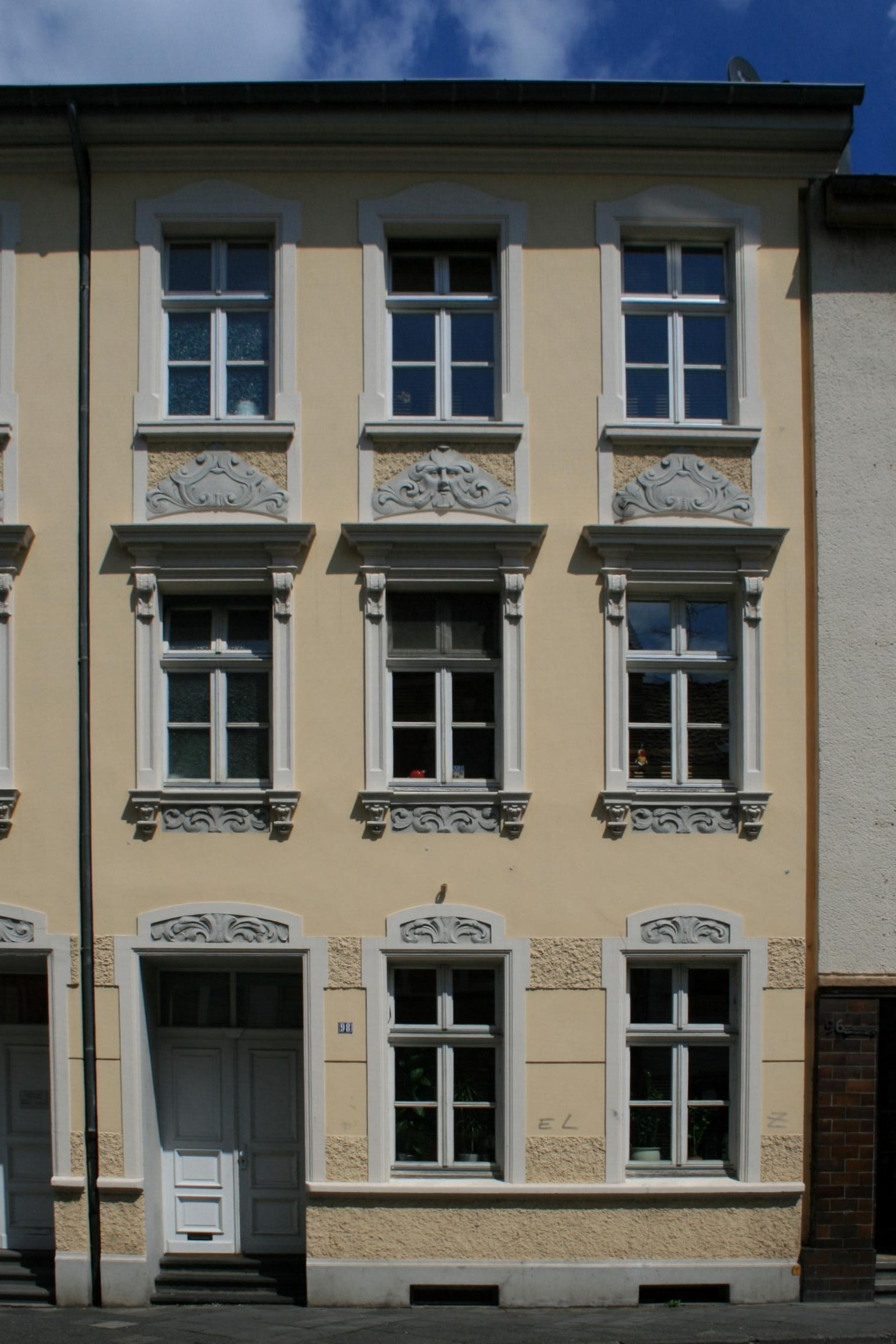
Wohnhaus Waldhausener Straße 98 (2010)

Das Wohnhaus Waldhausener Straße 98 steht im Stadtteil Gladbach in Mönchengladbach (Nordrhein-Westfalen).
Das Gebäude wurde um die Jahrhundertwende erbaut und unter Nr. W 003 am 4. Dezember 1984 in die Denkmalliste der Stadt Mönchengladbach eingetragen.

## Lage
Die Waldhausener Straße führt als Geschäftsstraße vom alten Stadtzentrum auf dem Abteiberg zum Stadtteil Waldhausen. Die Baugruppe, zu der auch das Haus Nr. 98 gehört, wurde in der Entstehungszeit in Form von Einzelhäusern gestaltet, jedoch gleichzeitig errichtet. Zusammen mit den Häusern Nr. 100, 102, 104, 106, 108 bildet das Haus eine gewaltige historische Häuserzeile.

## Architektur
Es handelt sich um eine Gruppe von dreigeschossigen Dreifensterhäusern mit Satteldach. Haus Nr. 98 und 100 sind in Form eines Doppelhauses mit links- und rechtsseitlichen zweiflügeligen Hauseingängen gestaltet. Das Objekt ist aus städtebaulichen und architektonischen Gründen als Denkmal schützenswert.